# 阿塞拜疆航空8243号班机空难
阿塞拜疆航空8243号班机是一趟从亞塞拜然巴库飞往俄羅斯車臣格罗兹尼的定期国际客运航班，由阿塞拜疆航空运营。2024年12月25日，一架巴航工业E190AR型客机执飞该航班时，于哈萨克斯坦阿克套国际机场附近坠毁，机上共有62名乘客和5名機組人員。在67名機上人員中，38人在墜機中喪生，包括2名飛行員和1名空服員；另有29名傷者生還。
据俄罗斯新闻机构報導，该航班原计划从巴库飞往俄罗斯车臣的格罗兹尼，但由於格罗兹尼的浓雾而改道飞往格罗兹尼以东约150公里的俄罗斯城市马哈奇卡拉。報導称，飞机在飞越裏海时，应答机曾发出代表机上发生紧急情况的7700信号。生還者透露，飛機接近格羅茲尼時曾發生爆炸，並有碎片擊中機體。事發後，俄羅斯聯邦声称事件系鳥擊所致，但很快出现大量证据显示飞机遭到飞弹袭击。
事故現場照片顯示，飛機尾部有多處穿孔損傷，專家認為這種損傷與鳥擊情況並不一致。12月27日，《紐約時報》報道稱，阿塞拜疆調查人員認為俄羅斯鎧甲-S1飛彈防空系統造成這次墜機。
12月28日，俄羅斯總統弗拉基米爾·普京与阿塞拜疆總統伊利哈姆·阿利耶夫通电话，普京就阿塞拜疆客机在俄羅斯領空發生的这一悲劇事件致歉，表示该客机在俄罗斯领空受到了外部的物理和技术影响，但未明確澄清責任。普京還補充，表示事发时格羅茲尼等多地遭到乌克兰无人机袭击，俄军防空系统擊退了這些攻擊。
12月29日，阿塞拜疆總統伊利哈姆·阿利耶夫表示，該客機因俄罗斯的地面攻擊而受損失事，並對俄羅斯「某些勢力」試圖透過散佈有關墜機原因的虛假敘述來掩蓋飛機墜毀的真相感到遺憾。他還表示，阿塞拜疆更要求俄罗斯承认过错，惩罚责任人并支付赔偿，目前到满足第一点要求的階段。

## 背景

### 涉事飞机
涉事飞机的注册编号为4K-AZ65，为一架巴航工业E190AR型客机，制造于2013年，事发时候机龄约11.6年，制造商序列号为19000630，配备两具通用电气CF34-10E5型发动机。最近一次維修於2024年10月18日完成。該機於2013年7月22日首飛，由阿塞拜疆航空公司擁有，並自2013年起投入使用，但在2017至2023年間交由旗下子公司Buta Airways運營。事故發生時，飛機服役已達11年。

### 乘客和机组人员
哈萨克斯坦交通部的消息称，机上乘客国籍如下:
| 国籍   | 乘客 | 机组 | 生还乘客 | 生还机组 | 合计 |
| ------ | ---- | ---- | -------- | -------- | ---- |
|        | 37   | 5    | 15       | 2        | 42   |
| 俄羅斯 | 16   | 0    | 9        | 0        | 16   |
|        | 6    | 0    | 0        | 0        | 6    |
|        | 3    | 0    | 3        | 0        | 3    |
| 總計   | 62   | 5    | 27       | 2        | 67   |

機組成員共5人，包括兩名飛行員與三名空服員，全部為阿塞拜疆籍。名單顯示，飛機上共有16名俄羅斯公民。
根据国际文传电讯社報導指，两名机师均在此事故中死亡，因為在被擊中後無法在俄方機場降落，機組在失控的飛機裡搏鬥超過半小時飛越裏海之舉，也受到倖存乘客與各界關注。機長伊戈爾·克什尼亞金與副駕駛亞歷山大·卡利亞尼諾夫累計飛行時數達10000 小時。兩名飛行員及罹難的空服員霍庫梅·阿利耶娃由於在「空難中履行公務和拯救乘客生命的高度專業精神、勇敢和奉獻精神」被追贈「阿塞拜疆英雄」稱號，和安葬於阿塞拜疆第二榮譽巷公墓。
有傳一名持有德國國籍的11歲的女童在此事故中生還。

## 空難

空難航班航程示意地圖，在轉降馬哈奇卡拉未果後，機組前往裏海東側較遠的阿克套期間，因性能逐漸不支而墜毀在海岸。

该飞机于阿塞拜疆標準時間（AZT，UTC+04:00）07:55分从巴库国际机场起飞，目的地為俄羅斯車臣共和國格羅茲尼的卡德羅夫格羅茲尼國際機場。根據Flightradar24的數據，飛機在接近格羅茲尼時遭遇嚴重的GPS干擾與欺騙信號，這是各國民航機進入俄羅斯領空後常見的問題之一。為針對這種干擾，阿塞拜疆當局已制定多項檢查程序，而欺騙信號被認為更具危害性。一名生還乘客表示，在格羅茲尼的濃霧中嘗試第三次降落時，飛機因爆炸造成部分機體外殼脫落。
08:16分（AZT），機組人員報告飛機遭遇疑似鳥擊，並因操控困難要求改降馬哈奇卡拉。08:22分（AZT），他們再次報告液壓系統故障，並計劃改降俄羅斯達吉斯坦共和國的烏伊塔什機場。然而，由於馬哈奇卡拉稱飛機不能降落，隨後被改派至約300公里外的哈薩克阿克套機場。08:40分（AZT），飛機從雷達上消失。
在起飞约半小时后，哈薩克時間（AQTT，UTC+05:00）9:25分开始，ADS-B数据显示飞机开始出现异常。随后，飞机出现在里海上空并通过应答机挂出了代表机上出现紧急情况的7700代码并报告控制系统出现故障。在9:49，飞行员请求在阿克套紧急降落，預計降落時間為11:25分（AQTT）。11:00分（AQTT），哈薩克緊急情況部派遣救援隊至機場待命。
飛機於11:02分（AQTT）進入哈薩克領空，並於11:07分（AQTT）重新出現在雷達上，但偏離正常航線，速度和高度數據顯示飛機狀態極為不穩定。
飛機在阿克套機場附近上空嘗試三次轉彎，在11:28分（AQTT）進行第三次轉彎時，飛行員與空中交通管制失去聯繫。11:30分（AQTT），飛機在距機場三公里處墜地，右翼先觸地，隨後翻滾爆炸，機體分裂為兩部分。爆炸與火災摧毀飛機前半部，尾部倒置在主要殘骸之外，基本保持完整。影片顯示，飛機墜地時起落架已放下。11:35分（AQTT），救援人員迅速抵達現場，並於 12:05分（AQTT）撲滅火勢。一名生還機組人員透露，飛行員原計劃水上迫降，但最後改為地面迫降。
空難共導致67名機上人員中，29人倖存，38人罹難。機組人員中有5人，其中2名空服員生還，而2名飛行員及1名空服員在事故中喪生。當局指出，所有罹難者均當場死亡。生還者中有29人，包括2名兒童，他們因閉合性顱腦損傷、腦震盪、閉合性胸部損傷及創傷性休克等傷勢被送往醫院治療，其中11人傷勢危殆。根據初步調查，多數生還者被認為當時坐在飛機尾部。

### 時序
| 時間（AZT、UTC+4）   | 事件                     |
| -------------------- | ------------------------ |
| 07:55                | 飛機起飛                 |
| 08:16                | 飛行員通報鳥擊事件       |
| 08:22                | 飛行員回報液壓系統故障   |
| 08:40                | 飛機從雷達上消失         |
| 09:35                | 飛行員呼叫7700代碼       |
| 09:49                | 飛行員請求緊急降落       |
| 10:00 （11:00 AQTT） | 哈薩克已部署緊急應變     |
| 10:02（11:02 AQTT）  | 飛機進入哈薩克領空       |
| 10:07（11:07 AQTT）  | 飛機再次出現在雷達上     |
| 10:28（11:28 AQTT）  | 無線電通訊故障           |
| 10:30（11:30 AQTT）  | 飛機在試圖降落時墜毀     |
| 10:35（11:35 AQTT）  | 緊急救援人員抵達墜機現場 |
| 11:05（12:05 AQTT）  | 緊急救援人員撲滅大火     |

## 后续

### 墮機後的應對措施

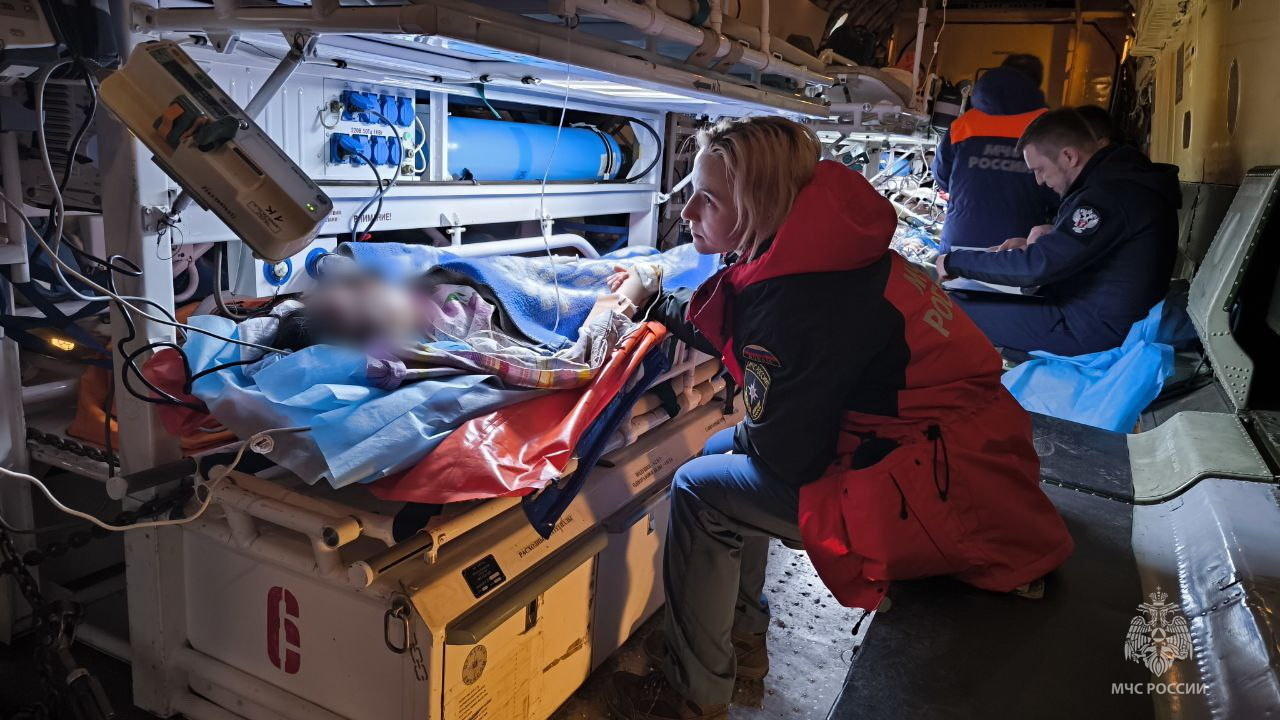
空難中受傷的俄羅斯公民被空運回莫斯科接受治療

飛機墜毀後，事發地圖普卡拉甘區宣佈進入緊急狀態。總計動員482名應急人員、97台特種設備、10隊搜救犬組及2架飛機前往現場。為救治傷者，額外的醫生從阿斯塔納緊急調派至當地。曼吉斯套區的血液中心向民眾呼籲捐血，隨即吸引阿克套居民前來響應，參與人數約300人。同時，阿斯塔納的居民也在當地血液中心排隊捐血。俄羅斯聯邦緊急情況部派遣設備與醫療人員協助應對，並將受傷的俄羅斯公民空運至莫斯科接受治療。12月26日，阿塞拜疆緊急情況部將7名受傷的阿塞拜疆公民送回國。
哈薩克緊急情況部成立事故應對指揮中心，協調內政部、衛生部、交通部、國民警衛隊、外交部等相關部門的支援工作。一名博主阿扎馬特·薩森巴耶夫因在事故現場操作無人機拍攝影像而被拘留，警方指控他阻礙救援並拒絕服從命令。
俄羅斯駐烏拉爾領事館設立危機中心，並派遣外交官至墜機現場。阿塞拜疆駐阿克套領事館代表也加入救援行動。阿塞拜疆派遣一支專業醫療隊伍和設備協助現場應對。墜機當天，搜救隊成功找到一個飛行紀錄儀，第二個黑盒於次日確認回收。

### 暫停對俄航班
阿塞拜疆航空公司宣布暫停巴庫－格羅茲尼及巴庫－馬哈奇卡拉航線，直至調查結束。該公司還設立親屬專線，並將其社交媒體主題變更為黑色以悼念罹難者。以色列航空宣佈暫停特拉維夫至莫斯科航班一週，原因是俄羅斯領空的安全風險。阿塞拜疆航空於12月27日因「安全考量」暫停飛往索契、伏爾加格勒、烏法、薩馬拉、礦水城、下諾夫哥羅德、弗拉季高加索和薩拉托夫等8個目的地的航班。哈薩克航空也以同樣理由暫停從阿斯塔納至葉卡捷琳堡的航班，直至2025年1月27日。同樣，杜拜航空也停止了飛往索契及礦水城的航班。

### 繞飛俄南領空
事發後，中国大陆部分航司途經俄羅斯南部的航班選擇繞飛，不再途经俄罗斯领空。這涉及往返南歐、土耳其、高加索諸國的航班。中國大陸航司往返西歐、北歐的航線仍正常途經俄羅斯中北部。。

### 初步調查與賠償
初步調查顯示，墜機可能由俄羅斯導彈引發。克里姆林宮則表示需等待正式調查結果後再作回應。北約呼籲進行全面、透明的調查。
阿塞拜疆航空公司承諾向每名傷者賠償20000馬納特（約12000美元），並向罹難者家屬支付40000馬納特（約23000美元）。此外，所有生還者還將根據阿塞拜疆法律獲得相應保險賠償。

## 反应

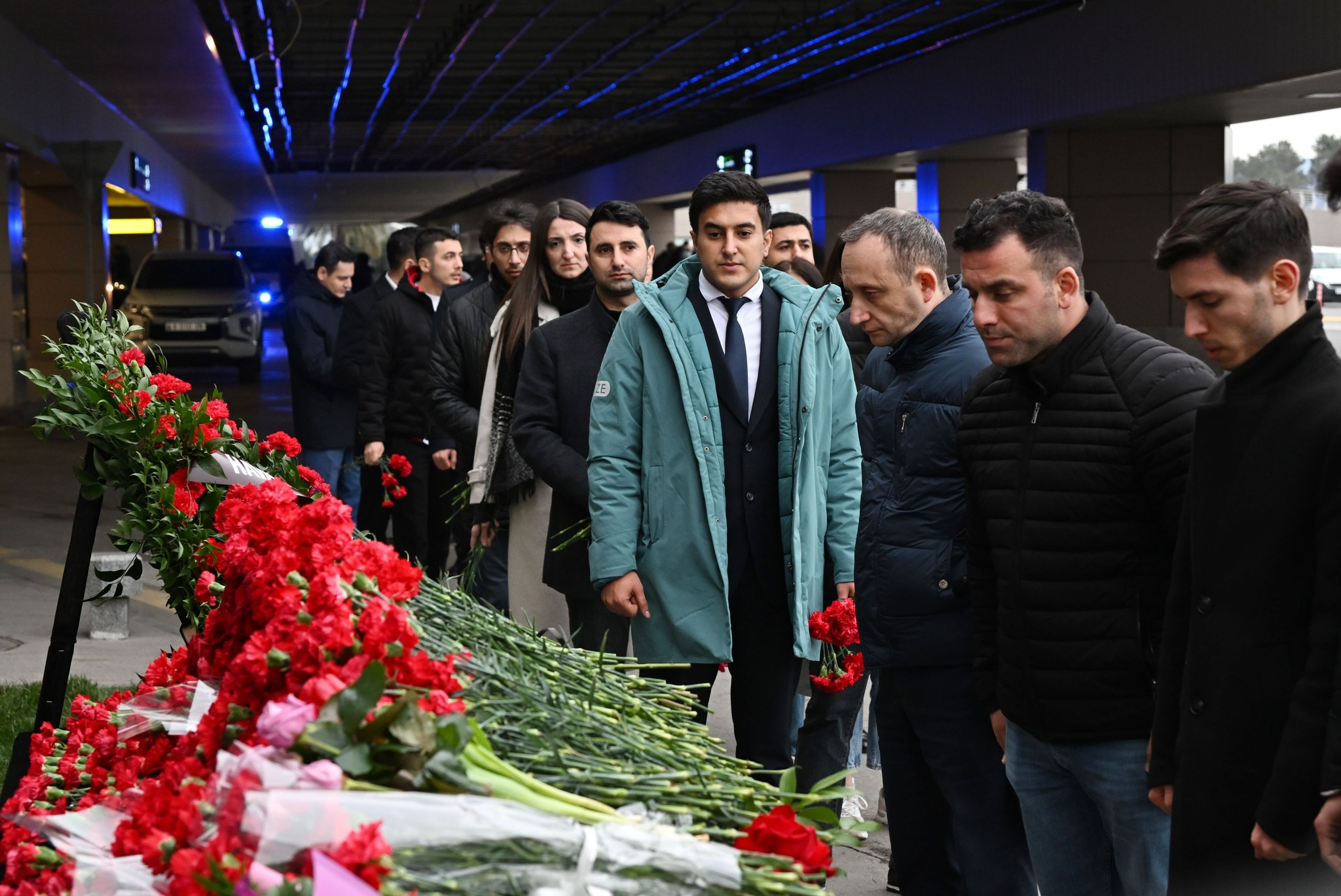
2024年12月26日，在阿塞拜疆巴庫蓋達爾·阿利耶夫國際機場舉行阿塞拜疆航空8243航班紀念活動

阿塞拜疆總統伊利哈姆·阿利耶夫原本正在前往俄羅斯聖彼得堡參加獨聯體峰會，但在得知空難消息後立即返程回到巴庫，並於抵達機場後主持緊急會議。他隨即宣佈12月26日為全國哀悼日。第一夫人兼副總統梅赫里班·阿利耶娃也向遇難者家屬表達哀悼。
多國領導人對阿塞拜疆表達慰問，包括哈薩克總統卡西姆若馬爾特·托卡耶夫和俄羅斯總統弗拉基米爾·普京。12月28日，普京向阿利耶夫致歉，稱這是一宗「悲慘的事件」，但他未承認客機遭到擊落，也未承擔責任。他聲稱，當時俄羅斯防空系統正在應對烏克蘭無人機對格羅茲尼、莫茲多克和符拉迪高加索的攻擊。俄羅斯衛星通訊社報導稱，兩人並詳細討論促成三國就“12月25日阿塞拜疆航空公司一架客機在哈薩克斯坦阿克套市附近墜毀”的相關合作問題。
在哈薩克首都阿斯塔納的阿塞拜疆駐哈薩克大使館外，民眾紛紛擺放鮮花悼念遇難者。烏克蘭總統弗拉基米爾·澤連斯基呼籲進行徹底調查，強調現場影像顯示俄羅斯應對此事負責。他還致電阿利耶夫表達哀悼與支持，並要求俄羅斯給出清楚的解釋，停止散布虛假信息。白宮發言人約翰·柯比表示，美國方面也表示掌握早期跡象顯示俄羅斯可能與空難有關，並提出協助調查。路透社、欧洲新闻台等多家媒体也援引消息人士给出擊落事件被認為是俄方防空失誤的类似看法。
12月26日，阿塞拜疆全國默哀，原定的跆拳道與摔跤比賽以及其他劇院和音樂廳舉行的文化及群眾活動也被推遲。同時，車臣共和國首腦拉姆贊·卡德羅夫宣佈12月28日為當地哀悼日。
塞尔维亚总统亞歷山大·武契奇、巴基斯坦总理夏巴兹·谢里夫、吉尔吉斯斯坦总统萨德尔·扎帕罗夫、土耳其总统雷傑普·塔伊普·埃爾多安、中共中央總書記兼中國國家主席習近平以及美国、英国和法国大使馆、格鲁吉亚和罗马尼亚外交部，均向阿塞拜疆表达了对飞机坠毁事件的哀悼。

## 调查

### 阿塞拜疆和哈薩克的調查

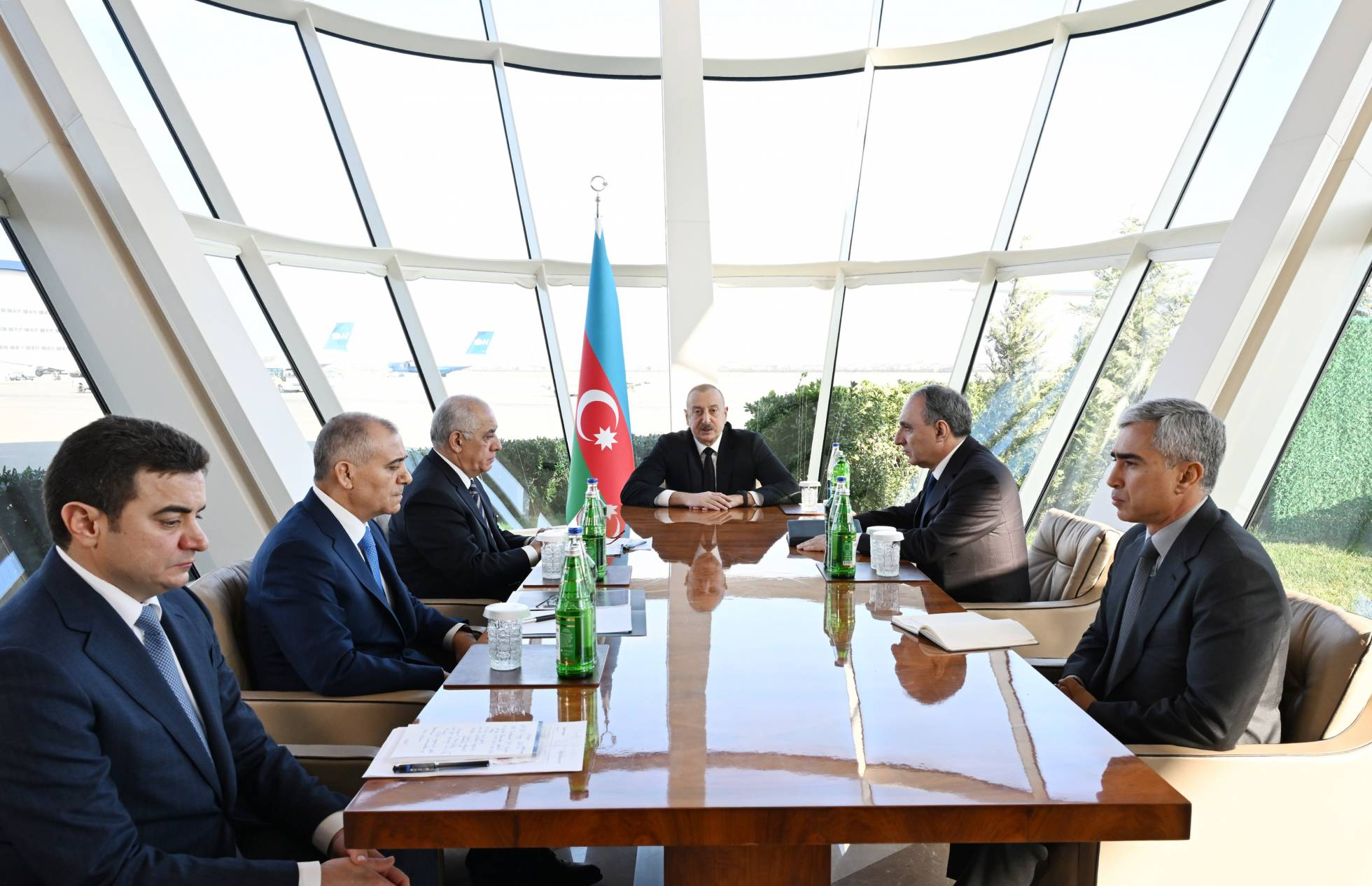
2024年12月25日，阿塞拜疆總統伊利哈姆·阿利耶夫在內閣會議上討論空難事件

阿塞拜疆和哈薩克分別成立專門的調查委員會，以釐清這宗空難的原因。哈薩克的委員會由副總理卡納特·博津巴耶夫領導，緊急情況部部長欽吉斯·阿里諾夫親赴阿克套進行現場調查。阿塞拜疆方面則由總理阿里·阿薩多夫主持調查。阿塞拜疆派遣包括緊急情況部長、副檢察長以及阿塞拜疆航空公司副總裁在內的代表團前往阿克套，同時還邀請土耳其的民航專家協助調查。飛機製造商巴西航空工業公司和巴西航空事故調查機構航空事故調查與預防中心也參與其中，提供技術支持。
哈薩克於12月26日宣佈，根據法律規定，不允許俄羅斯和阿塞拜疆的執法人員參與法醫調查。隔天，阿塞拜疆拒絕由獨立國家聯合體國際航空委員會進行調查的提議，表明希望國際專家和巴西航空工業公司的專家主導調查。
阿塞拜疆总统伊利哈姆·阿利耶夫在为调查事故原因而成立的国家委员会会议上表示，他被告知事故可能是由于恶劣天气条件造成的。但AZAL總裁薩米爾·拉扎耶夫随即发表声明，排除飛機技術故障的可能性。在事故现场拍摄的幸存者叙述事件经过视频和展示飞机残骸的视频在社交网络上传播后，讨论最多的版本是飞机被击落。。俄羅斯聯邦航空運輸署在事件发生后声称，飛機因鳥擊而寻求緊急降落。哈萨克斯坦緊急情況部则有報告稱，機上氧氣瓶可能發生了爆炸。
阿塞拜疆航空後來又表示，根據初步调查结果，失事客機存在“外部、物理和技术干扰”。该公司还宣布暂停飞往俄罗斯多个城市的航班。阿塞拜疆交通部长表示，客机是被武器击中。
一些媒体认为飞机残骸上出现疑似地空导弹战斗部爆炸所造成的弹孔，怀疑该机系被俄军防空导弹击中。阿塞拜疆媒体Calibre援引政府消息人士称，该机是在接近格罗兹尼时遭到俄军铠甲-S1导弹防空系统的袭击，随后被禁止在俄罗斯机场着陆，被迫飞行到近400公里以外的哈薩克領土，除了因航向較遠的阿克套導致意外嚴重擴大，Calibre也指责俄罗斯没有在防空系统攻击时宣布禁飞区。
2025年1月24日，哈萨克斯坦宣布推迟发布阿塞拜疆飞机的黑匣子数据，副总理卡纳特·博祖姆巴耶夫在新闻发布会上表示，理应在国际民用航空组织的规定，在坠机事件发生30天后公布的调查报告，在编写存在「困难」。卡纳特·博祖姆巴耶夫补充称，黑匣子的内容已被「完全破译」，但委员会还需要通过让亲属核实来正式确认说话者的身份，并希望初始部分能在下周发布。

### 调查报告
2025年2月4日，阿塞拜疆政府发布初步官方报告显示，阿塞拜疆航空8243号班机在起飞前完全适航，飞行记录仪证明飞行控制系统在事故发生前一直处于运行状态，飞行发动机技术可靠，飞机在事故发生前也表现正常，直到GPS信号在俄罗斯领空丢失后，一系列故障开始出现。报告指出，飞机在两次试图在格罗兹尼降落时，驾驶舱语音记录器记录了格罗兹尼上空两次间隔24秒的外部噪音，随后飞机的液压系统也发生故障。飞机上3个液压系统在21秒內几乎同时发生故障，液压装置的失效严重影响了飞行员对飞行操作的控制能力。同时照片和视频证据显示，飞机的机身、尾部和飞机尾部（包括稳定器）有「大量贯穿和盲区损坏」，报告指出这些物体可能对飞机机身造成严重损坏。初步报告没有发现鸟击的证据，但在残骸中发现不明金属碎片，这一情况将由专家进行分析和测试以确定异物来源。初步报告也排除认为坠机原因是氧气瓶爆炸或破坏的观点。

### 對鳥擊假設的質疑
針對鳥擊的假設，專家提出質疑。現場照片顯示，飛機尾部存在明顯的穿孔，生還者也回憶墜機前聽到爆炸聲，隨後有碎片擊中機身和乘客。機組人員報告機身遭受強烈撞擊，起初被認為是鳥擊所致。然而，專家指出，照片中顯示的損傷並不符合鳥擊特徵，且飛機所在高度遠超鳥類飛行範圍。
12月26日，阿塞拜疆政府內部消息向《AnewZ》和《歐洲新聞台》透露，墜機可能是由俄羅斯鎧甲-S1導彈防空系統發射的導彈所致。消息指導彈在格羅茲尼上空爆炸，導致飛機受損，機上人員受傷。據報，飛行員曾請求在俄羅斯機場緊急降落，但遭拒絕，並被指示飛往阿克套。事故分析顯示，飛機在距格羅茲尼機場18公里處的瑙爾斯基區約2,400（7,900英尺）上空被擊中。飛機沿途的GPS導航系統也疑似受到干擾。
隨後，有4名阿塞拜疆消息人士向路透社透露，飛機確實被俄羅斯鎧甲-S1導彈系統擊落，且靠近格羅茲尼時通訊系統遭電子戰系統干擾。阿塞拜疆國會議員拉西姆·穆薩巴耶夫要求俄羅斯正式道歉並追究責任，否則雙方關係將受到影響。

### 俄羅斯聲明
俄罗斯联邦航空运输署在事件后一開始发表声明称，初步相信飞机遭遇鸟群撞击后，因机上紧急情况，机长决定改道飞往阿克套机场。也有早期消息称因目的地格罗兹尼大雾，飞机请求备降阿克套机场，并在随后坠毁。後來俄罗斯方面声称，空難發生当天，乌克兰无人机在大雾中袭击了格罗兹尼，导致本应降落的失事航班两次尝试降落但均未成功，最后改道飞往哈萨克斯坦。

### 專家與國際分析
《泰晤士報》報導指，一名美國飛行員與兩名法國專家根據事後影像分析，推斷飛機可能遭導彈擊中。報導指出，飛機控制系統癱瘓後，機組人員嘗試通過調節引擎推力控制飛機。影像顯示，尾部遭彈片穿透，導致飛機三條液壓系統失效。
12月27日，阿塞拜疆交通部長拉沙德‧納比耶夫表示，初步結果顯示飛機因「外部武器干預」墜毀。俄羅斯聯邦航空運輸署則声称，事故發生當日格羅茲尼領空因應烏克蘭無人機活動而關閉。
航班追踪网站Flightradar24表示，该机遭遇严重的全球定位系统（GPS）干扰，导致播发出错误的ADS-B数据。
根據航空安全網的數據，這次空難是自2014年以來第三宗與武裝衝突有關的重大民航擊落事件，前兩宗分別是馬來西亞航空17號班機空難和烏克蘭國際航空752號班機空難。伊朗航空655號班機空難也在戰區附近意外被擊落而導致。《華爾街日報》則指出，民航機在戰區附近飛行的風險越來越高，意外擊落事件已成為近年商業航空死亡的主要原因。

### 俄羅斯防空導彈擊落的可能性

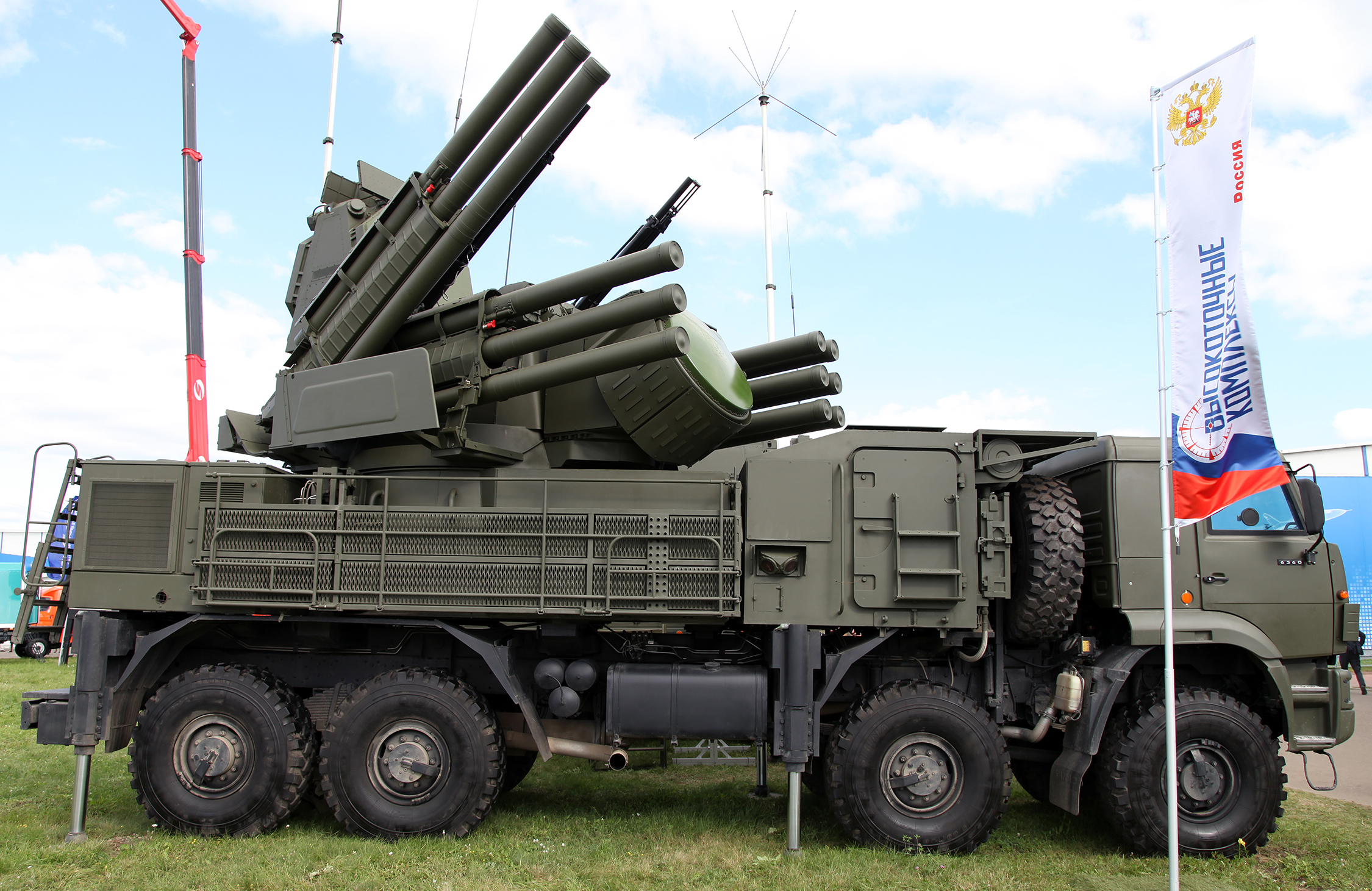
鎧甲-S1導彈

根據俄羅斯官方說法，當飛機墜毀時，該區域正在進行防禦行動，以擊落烏克蘭無人機，其背景與俄烏戰爭密切相關。根據Flightradar24的數據，航班8243在UTC時間04:25分開始受到嚴重的GPS干擾，導致其飛行數據異常。
飛機殘骸的調查顯示，垂直尾翼和機翼處有明顯的碎片痕跡，表明飛機附近可能發生過爆炸。目擊者提到，一名女子腿部受傷，另一名乘客的救生衣被碎片刺穿。軍事分析專家認為，俄軍防空系統，如鎧甲-S1導彈，可能錯誤地將該飛機判定為無人機，這或許是「敵我識別」系統出錯所致。
《今日土耳其》訪問航空專家理查德·阿布拉菲亞表示，鳥擊無法解釋飛機的嚴重偏航以及大範圍的破損痕跡。他指出，飛機尾翼與機體上的密集穿孔與防空武器的高爆彈藥損傷特徵高度吻合。這些損傷導致液壓系統失靈，與歷史上的聯合航空232號班機空難情況類似。同時，烏克蘭軍事媒體《Militarnyi》也指出，這次事故的破壞模式與過去曾被防空導彈擊中的飛機極為相似。此外，俄羅斯獨立媒體《美杜莎報》也提出，現有證據強烈指向俄軍防空系統操作不當。
英國航空安保公司Osprey Flight Solutions針對俄境內航班提供的建議報告中，警告航空公司「極可能遭受俄軍防空系統誤擊」。隨後，美國《紐約時報》於12月27日報導，阿塞拜疆調查方初步結論認為，「俄羅斯鎧甲-S1導彈防空系統責任重大」。

### 阿塞拜疆聲明
12月29日，阿塞拜疆總統伊利哈姆·阿利耶夫表示，該客機因俄罗斯的地面攻擊而受損失事，並對俄羅斯「某些勢力」試圖透過散佈有關墜機原因的虛假敘述來掩蓋飛機墜毀的真相感到遺憾：
「阿塞拜疆的民用飛機在俄羅斯領空內、靠近格羅茲尼市時受到了外部損傷，幾乎失去了控制能力。我們還發現，飛機因遭受電子戰裝置干擾而失控。此外，飛機的尾部也因地面射擊嚴重受損。我們的團隊當天在阿克套市收集到的影像資料已向公眾展示，證明飛機機身布滿彈孔，這使得最初提出的『鳥擊』版本完全站不住腳。不幸的是，俄羅斯的某些勢力更願意堅持這個版本。可能在飛機遭受損傷時，飛行員起初將其誤認為鳥擊，畢竟沒有人會想到，在一個被視為友好國家的領土上，我們的飛機會遭到地面射擊。令人遺憾的是，俄羅斯當局提出的氣罐爆炸等版本，很明顯是在掩蓋事實。顯然飛機是偶然被擊中，我們並不認為這是一場蓄意的恐怖襲擊。因此，承認過失、向被視為友好國家的阿塞拜疆適時道歉並向公眾告知，是應該採取的措施與行動。然而，過去三天內，我們只聽到了俄方的一些荒謬說法外，什麼都沒聽到。」——阿塞拜疆總統伊利哈姆·阿利耶夫
阿利耶夫表示，將空難歸因於鳥擊或將其描述為氣瓶爆炸既愚蠢又不誠實。其讚揚機組成員竭盡全力挽救乘客生命的專業精神和英勇行為，他稱「這次事件無疑敲響了警鐘」，航空安全需要得到更加嚴格的監管和更多的國際合作。其稱，面對調查結果時，希望所有相關方都能以誠實和公正的態度來處理這次事件，特別是俄羅斯。
阿利耶夫在阿塞拜疆电视台《Qafqazinfo》节目的采访中表达了对遇难者的同情和对机组人员的高度赞许。并透露了事后俄方对事件的外交应对，以及对俄方坚持鸟击说法和明显掩盖意图表示遗憾。针对此次事件阿方提出了三条诉求：
1. 俄方應向阿塞拜疆道歉；
2. 俄方應承認自己的罪行；
3. 俄方應懲罰肇事者，追究刑事責任，並向阿塞拜疆政府以及受害的乘客和機組成員支付賠償[169]。

其稱其中第一条诉求已經得到滿足。希望其他诉求也會被接受。